# Homanauka (przystanek kolejowy)
Homanauka (biał. Гоманаўка, ros. Гомоновка) – przystanek kolejowy położony 3,1 km od miejscowości Homanauka, w rejonie osipowickim, w obwodzie mohylewskim, na Białorusi.